# Cuatro Torres Business Area

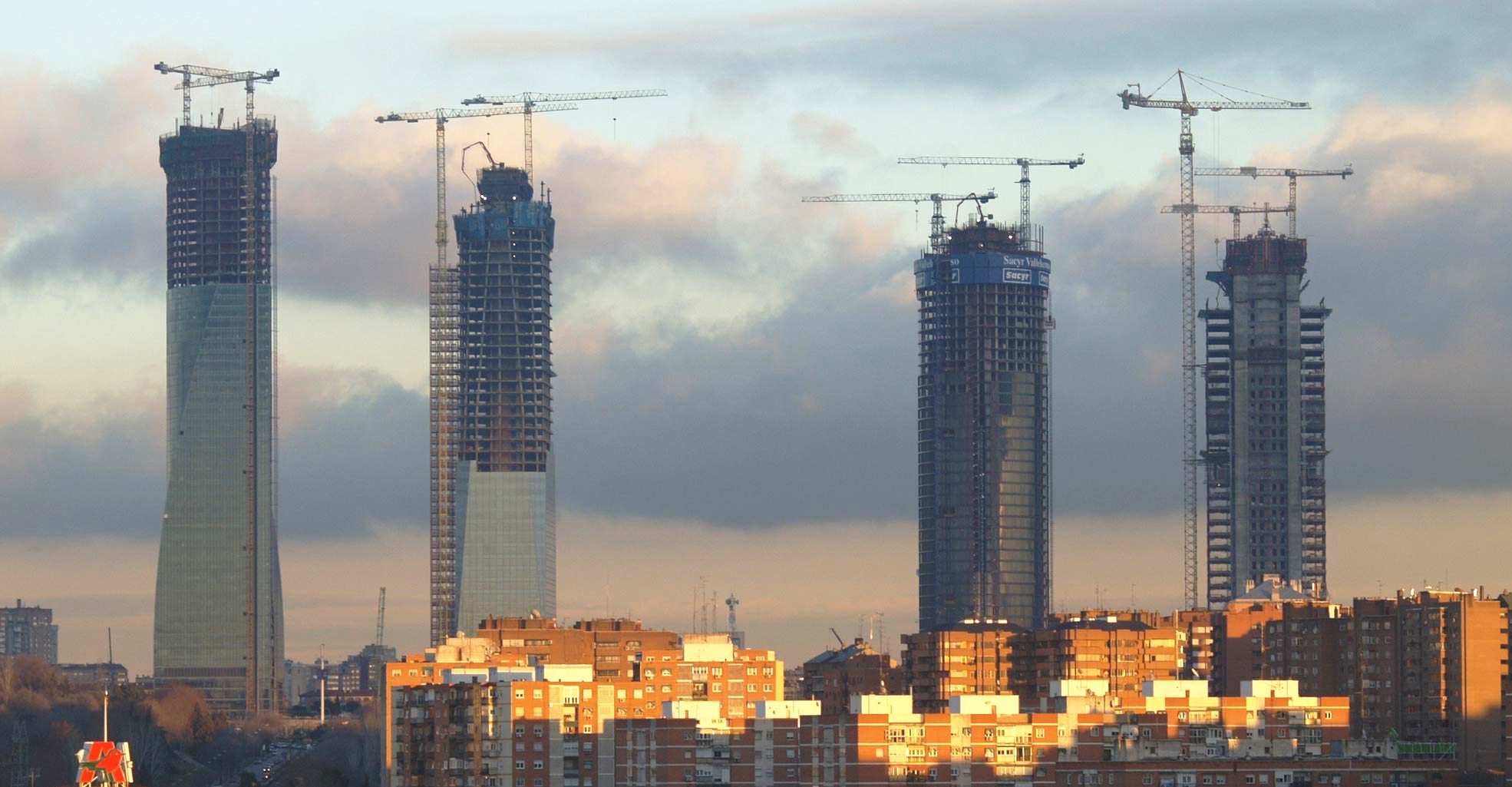
D'esquerra a dreta s'aprecien els següents gratacels del CTBA: Torre Espacio, Torre de Cristal, Torre Sacyr Vallehermoso i Torre Caja Madrid. La imatge està presa al febrer de 2007.

Cuatro Torres Business Area (CTBA), en català "Quatre Torres Business Area" o "Àrea de Negocis Quatre Torres", és un parc empresarial al costat del Passeig de la Castellana, a Madrid, sobre els terrenys de l'antiga Ciutat Esportiva del Reial Madrid. Conegut inicialment com a Madrid Arena, el consorci de propietaris de les quatre torres va decidir adoptar una nova imatge corporativa per al conjunt i adoptar el nom Cuatro Torres Business Area. Aquest parc empresarial consta de quatre gratacels que són els edificis més alts de Madrid i d'Espanya. Els quatre edificis són la Torre Caja Madrid, la Torre de Cristall, la Torre Sacyr Vallehermoso i la Torre Espacio. L'alçada total sobre rasant de cadascuna de les quatre torres és, en ordre decreixent, de:
- Torre de Cristall: 249 m, 45 plantes.
- Torre Caja Madrid: 248,3 m, 45 plantes.
- Torre Sacyr Vallehermoso: 236 m, 52 plantes.
- Torre Espacio: 223 m, 56 plantes.

A més d'oficines, la Torre Sacyr Vallehermoso inclou un hotel en les seves plantes superiors. Cada torre té diversos pisos subterranis d'aparcaments i el complex compta amb un distribuïdor subterrani de trànsit per evitar col·lapses de circulació a la superfície.
Al costat de les quatre torres i dintre del recinte del parc empresarial se situa el Centre Internacional de Convencions de Madrid, un edifici de congressos amb 70.000 m² de superfície i un auditori principal amb capacitat per a 3.500 persones.